# Bucculatrix cidarella
Bucculatrix cidarella là một loài bướm đêm thuộc họ Bucculatricidae. Nó được tìm thấy ở hầu hết châu Âu, ngoại trừbán đảo Iberia và bán đảo Balkan.
Sải cánh dài 8–9 mm. Con trưởng thành bay tháng 5 đến tháng 6. Đôi khi có một lứa thứ hai vào tháng 8.
Ấu trùng ăn lá của các loài Alnus glutinosa, Alnus incana, Alnus viridis hoặc Myrica gale.